# 库斯托亚什 (马托西纽什)
库斯托亚什是葡萄牙波尔图区的一个堂区。总面积5.78平方公里，总人口18065人，人口密度3125.4人/平方公里。